# 世界拳击理事会
世界拳击理事会（英語：World Boxing Council，縮寫：WBC），于1963年从世界拳击协会中分离出来，现任主席为墨西哥人何塞·苏莱曼，总部设在墨西哥城。

## WBA的分裂拳擊組織
WBA曾經在不同年份分裂出不同組織。
1963年：世界拳击理事会（WBC）
1984年：国际拳击联合会（IBF）
1988年：世界拳击组织（WBO）

## 链接
- 世界拳击理事会 （页面存档备份，存于）